# Staffan Kronwall
Per Staffan Kronwall (* 10. September 1982 in Järfälla) ist ein ehemaliger schwedischer Eishockeyspieler und -scout, der im Verlauf seiner aktiven Karriere zwischen 1999 und 2020 unter anderem 66 Spiele für die Calgary Flames, Toronto Maple Leafs und Washington Capitals in der National Hockey League (NHL) bestritten hat. Darüber hinaus spielte er acht Jahre lang für Lokomotive Jaroslawl in der Kontinentalen Hockey-Liga (KHL) sowie vier Jahre für Djurgårdens IF in der schwedischen Elitserien. Sein älterer Bruder Niklas war ebenfalls professioneller Eishockeyspieler.

## Karriere
Staffan Kronwall begann seine Karriere als Eishockeyspieler in seiner schwedischen Heimat beim Huddinge IK, bevor er von 2002 bis 2005 für Djurgårdens IF in der Elitserien aktiv war. Zudem spielte er in der Saison 2004/05 dreimal für deren Ligarivalen Brynäs IF. Zuvor wurde der Verteidiger bereits im NHL Entry Draft 2002 in der neunten Runde als insgesamt 285. Spieler von den Toronto Maple Leafs aus der National Hockey League (NHL) ausgewählt.

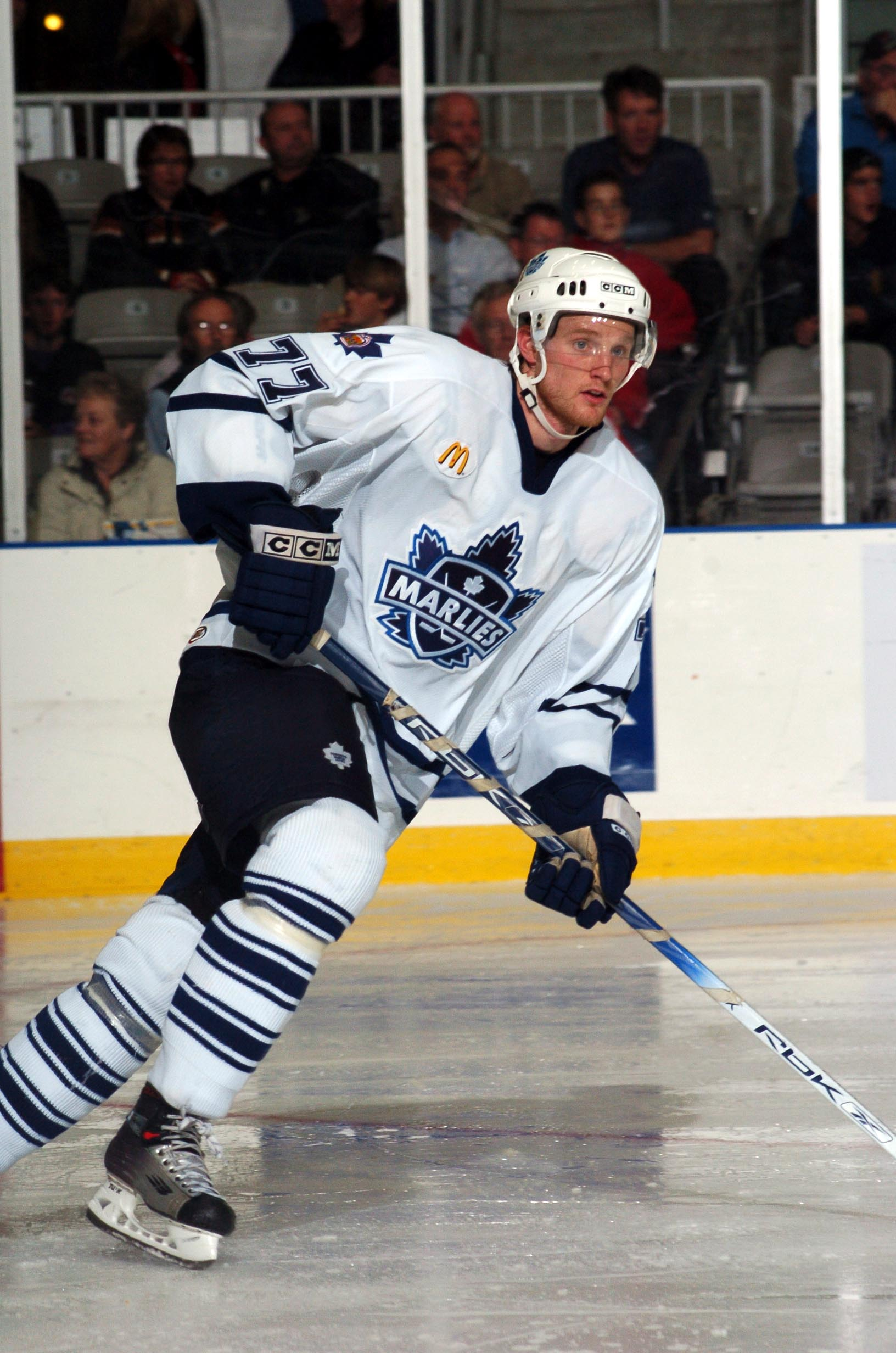
Kronwall im Trikot der Toronto Marlies (2005)

Kronwall, der von 2005 bis 2008 bei den Toronto Maple Leafs unter Vertrag stand, wurde hauptsächlich in deren Farmteam, bei den Toronto Marlies aus der American Hockey League (AHL), eingesetzt. Nachdem er in der Saison 2008/09 ausschließlich für die Marlies in der AHL aktiv gewesen war, wurde er im Februar 2009 von den Washington Capitals unter Vertrag genommen. In der Folgezeit kam er meist im Farmteam der Capitals, den Hershey Bears, in der AHL zum Einsatz. Im Sommer 2009 wurde der Verteidiger von den Calgary Flames verpflichtet, für die er elf Partien in der NHL absolvierte, ansonsten aber bei der Abbotsford Heat in der AHL aufs Eis ging.
Nachdem Kronwall auch zu Beginn der Saison 2010/11 keinen Stammplatz in der NHL erhalten hatte, kehrte er am 12. Oktober 2010 zum Djurgårdens IF zurück. Im April 2011 wurde er von Sewerstal Tscherepowez aus der Kontinentalen Hockey-Liga (KHL) unter Vertrag genommen. Ein Jahr später wechselte der Schwede innerhalb der KHL zu Lokomotive Jaroslawl und spielte in den folgenden acht Spieljahren – davon fünf als Mannschaftskapitän – für diesen Klub. Nach der Saison 2019/20 beendete er seine Karriere nach insgesamt über 1300 Spielen und arbeitete anschließend zwei Jahre als Scout für seinen Ex-Verein aus Jaroslawl.

### International
Für Schweden nahm Kronwall an der U20-Junioren-Weltmeisterschaft 2002 teil. Bei der Weltmeisterschaft 2013 in Stockholm und Helsinki war er erneut Teil der Nationalmannschaft und gewann mit dieser die Goldmedaille. Zuvor hatte er bei der Weltmeisterschaft 2011 bereits die Silbermedaille mit der Tre Kronor gewonnen. Weitere WM-Teilnahmen absolvierte der Abwehrspieler in den Jahren 2012 und 2015. Zudem nahm er an den Olympischen Winterspielen 2018 im südkoreanischen Pyeongchang teil.

## Erfolge und Auszeichnungen
- 2009 Calder-Cup-Gewinn mit den Hershey Bears
- 2011 Silbermedaille bei der Weltmeisterschaft
- 2013 Goldmedaille bei der Weltmeisterschaft
- 2015 KHL-Verteidiger des Monats November

## Karrierestatistik

### International
Vertrat Schweden bei:
| - U20-Junioren-Weltmeisterschaft 2002 - Weltmeisterschaft 2011 - Weltmeisterschaft 2012 | - Weltmeisterschaft 2013 - Weltmeisterschaft 2015 - Olympischen Winterspielen 2018 |

(Legende zur Spielerstatistik: Sp oder GP = absolvierte Spiele; T oder G = erzielte Tore; V oder A = erzielte Assists; Pkt oder Pts = erzielte Scorerpunkte; SM oder PIM = erhaltene Strafminuten; +/− = Plus/Minus-Bilanz; PP = erzielte Überzahltore; SH = erzielte Unterzahltore; GW = erzielte Siegtore; 1 Play-downs/Relegation; Kursiv: Statistik nicht vollständig)